# Philippe-Antoine Magimel

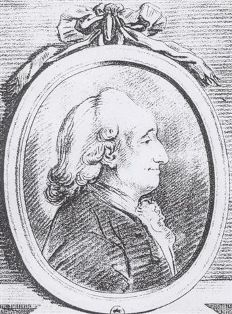
Philippe-Antoine Magimel

Philippe-Antoine Magimel (* 1692; † 5. Oktober 1772 in Paris) war ein französischer Goldschmiedemeister, maître orfèvre und Enzyklopädist.

## Leben und Wirken
Er war der Sohn des Goldschmiedemeisters Antoine Magimel († 1702) aus Paris  und der Marie-Françoise Leblond (1667–1756).
Philippe-Antoine Magimel war mit der  Elisabeth-Marguerite Descoties († 1770) verheiratet, das Paar hatte zwei Kinder  Antoine-Edouard und  Augustin-Simon Magimel.
Er redigierte die Artikel Orfèvrerie und Orfèvre für die Encyclopédie von Denis Diderot.